# Großer Preis von Kanada 1988
Der Große Preis von Kanada 1988 (offiziell XXVI Molson Grand Prix du Canada) fand am 12. Juni auf dem Circuit Gilles-Villeneuve in Montreal statt und war das fünfte Rennen der Formel-1-Weltmeisterschaft 1988.

## Berichte

### Hintergrund
In der Saison 1987 hatte kein Großer Preis von Kanada stattgefunden. Während dieser Zeit wurden eine neue Boxenanlage errichtet sowie mehrere Kurven modifiziert.
Hinsichtlich des Teilnehmerfeldes gab es keine Veränderung im Vergleich zum Großen Preis von Mexiko zwei Wochen zuvor.
Mit Nelson Piquet (zweimal), Nigel Mansell, Michele Alboreto und René Arnoux (jeweils einmal) traten vier ehemalige Sieger zu diesem Grand Prix an.

### Training
Derek Warwick hatte während des Trainings einen schweren Unfall, den er allerdings unverletzt überstand.

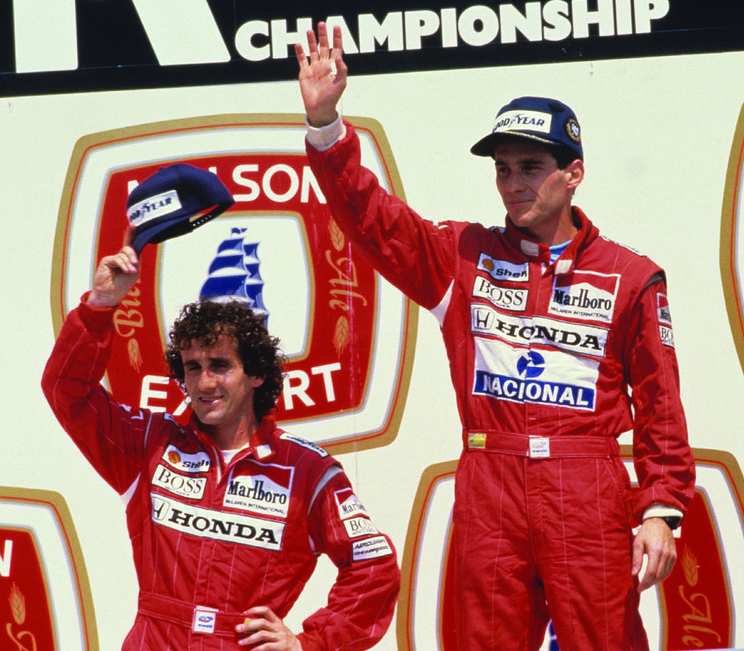
Senna und Prost auf dem Podium

Wie bereits an allen vorangegangenen Rennwochenenden des Jahres sicherte sich Ayrton Senna die Pole-Position. Auf dem zweiten Startplatz folgte sein McLaren-Teamkollege Alain Prost vor den beiden Ferrari-Piloten Gerhard Berger und Alboreto. Alessandro Nannini und Piquet bildeten die dritte Startreihe.

### Rennen
Prost ging durch einen gegenüber Senna besseren Start in Führung. Der Brasilianer folgte auf dem zweiten Rang vor Berger und Alboreto. In der 19. Runde übernahm er die Spitze und verteidigte diese Position bis ins Ziel. Kurz zuvor war Benetton-Pilot Thierry Boutsen an beiden Ferrari vorbei auf den dritten Rang gelangt.

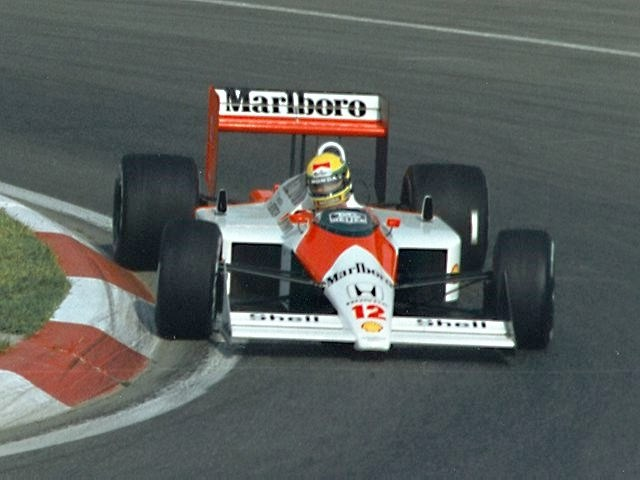
Ayrton Senna im McLaren während des Rennens

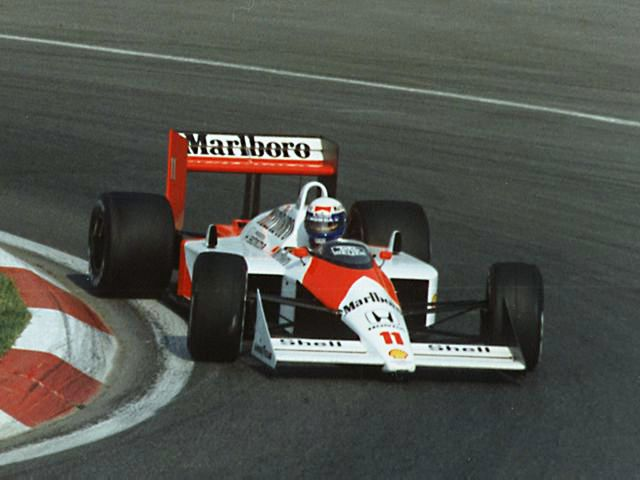
Alain Prost beendete das Rennen knapp sechs Sekunden hinter seinem Teamkollegen

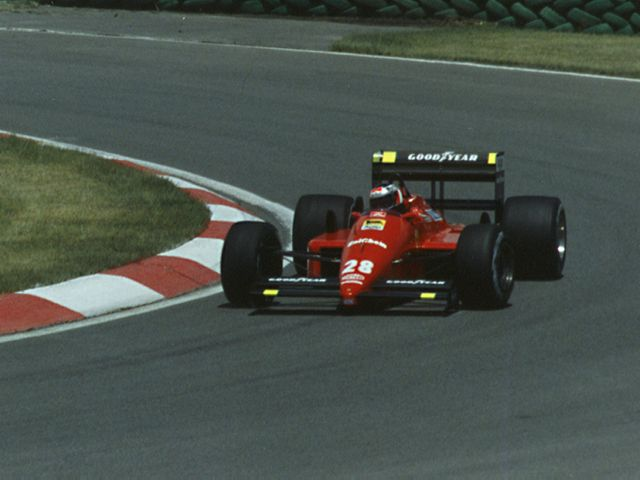
Gerhard Berger musste in der 23. Runde seinen Ferrari abstellen

Da sowohl beide Ferrari-Piloten als auch der zweite Benetton-Pilot Nannini das Rennen aufgrund von technischen Schwierigkeiten nicht beenden konnten, erreichte Piquet am Ende den vierten Platz vor Ivan Capelli und Jonathan Palmer.

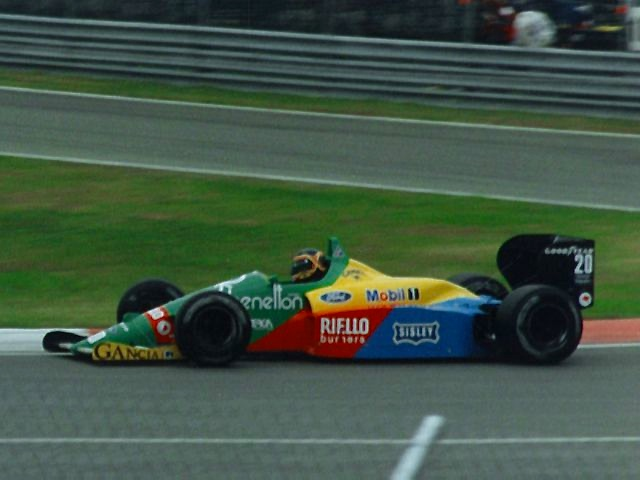
Thierry Boutsen im Benetton während des Rennens

## Meldeliste
| Team                           | Nr. | Fahrer             | Chassis           | Motor                    | Reifen |
| ------------------------------ | --- | ------------------ | ----------------- | ------------------------ | ------ |
| Camel Team Lotus Honda         | 01  | Nelson Piquet      | Lotus 100T        | Honda RA168E 1.5 V6t     | G      |
| Camel Team Lotus Honda         | 02  | Satoru Nakajima    | Lotus 100T        | Honda RA168E 1.5 V6t     | G      |
| Tyrrell Racing Organisation    | 03  | Jonathan Palmer    | Tyrrell 017       | Ford Cosworth DFZ 3.5 V8 | G      |
| Tyrrell Racing Organisation    | 04  | Julian Bailey      | Tyrrell 017       | Ford Cosworth DFZ 3.5 V8 | G      |
| Canon Williams Team            | 05  | Nigel Mansell      | Williams FW12     | Judd CV 3.5 V8           | G      |
| Canon Williams Team            | 06  | Riccardo Patrese   | Williams FW12     | Judd CV 3.5 V8           | G      |
| West Zakspeed Racing           | 09  | Piercarlo Ghinzani | Zakspeed 881      | Zakspeed 1500/4 1.5 L4t  | G      |
| West Zakspeed Racing           | 10  | Bernd Schneider    | Zakspeed 881      | Zakspeed 1500/4 1.5 L4t  | G      |
| Honda Marlboro McLaren         | 11  | Alain Prost        | McLaren MP4/4     | Honda RA168E 1.5 V6t     | G      |
| Honda Marlboro McLaren         | 12  | Ayrton Senna       | McLaren MP4/4     | Honda RA168E 1.5 V6t     | G      |
| AGS Racing                     | 14  | Philippe Streiff   | AGS JH23          | Ford Cosworth DFZ 3.5 V8 | G      |
| Leyton House March Racing Team | 15  | Maurício Gugelmin  | March 881         | Judd CV 3.5 V8           | G      |
| Leyton House March Racing Team | 16  | Ivan Capelli       | March 881         | Judd CV 3.5 V8           | G      |
| USF&G Arrows Megatron          | 17  | Derek Warwick      | Arrows A10B       | Megatron M12/13 1.5 L4t  | G      |
| USF&G Arrows Megatron          | 18  | Eddie Cheever      | Arrows A10B       | Megatron M12/13 1.5 L4t  | G      |
| Benetton Formula Ltd           | 19  | Alessandro Nannini | Benetton B188     | Ford Cosworth DFR 3.5 V8 | G      |
| Benetton Formula Ltd           | 20  | Thierry Boutsen    | Benetton B188     | Ford Cosworth DFR 3.5 V8 | G      |
| Osella Squadra Corse           | 21  | Nicola Larini      | Osella FA1L       | Osella 890T 1.5 V8t      | G      |
| Rial Racing                    | 22  | Andrea de Cesaris  | Rial ARC1         | Ford Cosworth DFZ 3.5 V8 | G      |
| Lois Minardi Team              | 23  | Adrián Campos      | Minardi M188      | Ford Cosworth DFZ 3.5 V8 | G      |
| Lois Minardi Team              | 24  | Luis Pérez-Sala    | Minardi M188      | Ford Cosworth DFZ 3.5 V8 | G      |
| Ligier Loto                    | 25  | René Arnoux        | Ligier JS31       | Judd CV 3.5 V8           | G      |
| Ligier Loto                    | 26  | Stefan Johansson   | Ligier JS31       | Judd CV 3.5 V8           | G      |
| Scuderia Ferrari SpA SEFAC     | 27  | Michele Alboreto   | Ferrari F1-87/88C | Ferrari 033E 1.5 V6t     | G      |
| Scuderia Ferrari SpA SEFAC     | 28  | Gerhard Berger     | Ferrari F1-87/88C | Ferrari 033E 1.5 V6t     | G      |
| Larrousse Calmels              | 29  | Yannick Dalmas     | Lola LC88         | Ford Cosworth DFZ 3.5 V8 | G      |
| Larrousse Calmels              | 30  | Philippe Alliot    | Lola LC88         | Ford Cosworth DFZ 3.5 V8 | G      |
| Coloni SpA                     | 31  | Gabriele Tarquini  | Coloni FC188      | Ford Cosworth DFZ 3.5 V8 | G      |
| EuroBrun Racing                | 32  | Oscar Larrauri     | EuroBrun ER188    | Ford Cosworth DFZ 3.5 V8 | G      |
| EuroBrun Racing                | 33  | Stefano Modena     | EuroBrun ER188    | Ford Cosworth DFZ 3.5 V8 | G      |
| BMS Scuderia Italia            | 36  | Alex Caffi         | Dallara F188      | Ford Cosworth DFZ 3.5 V8 | G      |

## Klassifikationen

### Qualifying
| Pos. | Fahrer             | Konstrukteur    | Vorqualifikation | Vorqualifikation  | 1. Qualifikationstraining | 1. Qualifikationstraining | 2. Qualifikationstraining | 2. Qualifikationstraining | Start |
| Pos. | Fahrer             | Konstrukteur    | Zeit             | Ø-Geschwindigkeit | Zeit                      | Ø-Geschwindigkeit         | Zeit                      | Ø-Geschwindigkeit         | Start |
| ---- | ------------------ | --------------- | ---------------- | ----------------- | ------------------------- | ------------------------- | ------------------------- | ------------------------- | ----- |
| 01   | Ayrton Senna       | McLaren-Honda   | keine Zeit       | –                 | 1:22,392                  | 191,815 km/h              | 1:21,681                  | 193,484 km/h              | 01    |
| 02   | Alain Prost        | McLaren-Honda   | keine Zeit       | –                 | 1:22,499                  | 191,566 km/h              | 1:21,863                  | 193,054 km/h              | 02    |
| 03   | Gerhard Berger     | Ferrari         | keine Zeit       | –                 | 1:22,719                  | 191,056 km/h              | 1:22,785                  | 190,904 km/h              | 03    |
| 04   | Michele Alboreto   | Ferrari         | keine Zeit       | –                 | 1:23,976                  | 188,197 km/h              | 1:23,296                  | 189,733 km/h              | 04    |
| 05   | Alessandro Nannini | Benetton-Ford   | keine Zeit       | –                 | 1:25,561                  | 184,710 km/h              | 1:23,968                  | 188,215 km/h              | 05    |
| 06   | Nelson Piquet      | Lotus-Honda     | keine Zeit       | –                 | 1:24,166                  | 187,772 km/h              | 1:23,995                  | 188,154 km/h              | 06    |
| 07   | Thierry Boutsen    | Benetton-Ford   | keine Zeit       | –                 | 1:25,173                  | 185,552 km/h              | 1:24,115                  | 187,886 km/h              | 07    |
| 08   | Eddie Cheever      | Arrows-Megatron | keine Zeit       | –                 | 1:24,679                  | 186,634 km/h              | 1:25,068                  | 185,781 km/h              | 08    |
| 09   | Nigel Mansell      | Williams-Judd   | keine Zeit       | –                 | 1:24,844                  | 186,271 km/h              | 1:25,251                  | 185,382 km/h              | 09    |
| 10   | Philippe Streiff   | AGS-Ford        | keine Zeit       | –                 | 1:25,878                  | 184,029 km/h              | 1:24,968                  | 185,999 km/h              | 10    |
| 11   | Riccardo Patrese   | Williams-Judd   | keine Zeit       | –                 | 1:24,971                  | 185,993 km/h              | 1:25,471                  | 184,905 km/h              | 11    |
| 12   | Andrea de Cesaris  | Rial-Ford       | 1:27,426         | 180,770 km/h      | 1:26,039                  | 183,684 km/h              | 1:24,988                  | 185,956 km/h              | 12    |
| 13   | Satoru Nakajima    | Lotus-Honda     | keine Zeit       | –                 | 1:25,373                  | 185,117 km/h              | 1:26,560                  | 182,579 km/h              | 13    |
| 14   | Ivan Capelli       | March-Judd      | keine Zeit       | –                 | 1:25,609                  | 184,607 km/h              | 1:26,815                  | 182,042 km/h              | 14    |
| 15   | Stefano Modena     | EuroBrun-Ford   | 1:27,274         | 181,085 km/h      | 1:26,652                  | 182,385 km/h              | 1:25,713                  | 184,383 km/h              | 15    |
| 16   | Derek Warwick      | Arrows-Megatron | keine Zeit       | –                 | 1:26,052                  | 183,656 km/h              | 1:25,740                  | 184,325 km/h              | 16    |
| 17   | Philippe Alliot    | Lola-Ford       | keine Zeit       | –                 | 1:27,543                  | 180,528 km/h              | 1:25,765                  | 184,271 km/h              | 17    |
| 18   | Maurício Gugelmin  | March-Judd      | keine Zeit       | –                 | 1:25,910                  | 183,960 km/h              | 1:25,982                  | 183,806 km/h              | 18    |
| 19   | Jonathan Palmer    | Tyrrell-Ford    | keine Zeit       | –                 | 1:27,230                  | 181,176 km/h              | 1:26,092                  | 183,571 km/h              | 19    |
| 20   | René Arnoux        | Ligier-Judd     | keine Zeit       | –                 | 1:26,716                  | 182,250 km/h              | 1:26,327                  | 183,071 km/h              | 20    |
| 21   | Luis Pérez-Sala    | Minardi-Ford    | keine Zeit       | –                 | 1:26,822                  | 182,028 km/h              | 1:26,437                  | 182,838 km/h              | 21    |
| 22   | Piercarlo Ghinzani | Zakspeed        | keine Zeit       | –                 | 1:28,400                  | 178,778 km/h              | 1:26,784                  | 182,107 km/h              | 22    |
| 23   | Julian Bailey      | Tyrrell-Ford    | keine Zeit       | –                 | 1:28,737                  | 178,099 km/h              | 1:27,139                  | 181,365 km/h              | 23    |
| 24   | Oscar Larrauri     | EuroBrun-Ford   | 1:27,912         | 179,771 km/h      | 1:27,626                  | 180,357 km/h              | 1:27,321                  | 180,987 km/h              | 24    |
| 25   | Stefan Johansson   | Ligier-Judd     | keine Zeit       | –                 | 1:28,614                  | 178,347 km/h              | 1:27,637                  | 180,335 km/h              | 25    |
| 26   | Gabriele Tarquini  | Coloni-Ford     | 1:28,709         | 178,156 km/h      | keine Zeit                | –                         | 1:27,665                  | 180,277 km/h              | 26    |
| DNQ  | Adrián Campos      | Minardi-Ford    | keine Zeit       | –                 | 1:27,885                  | 179,826 km/h              | 1:27,979                  | 179,634 km/h              | –     |
| DNQ  | Nicola Larini      | Osella          | keine Zeit       | –                 | 1:39,792                  | 158,369 km/h              | 1:27,981                  | 179,630 km/h              | –     |
| DNQ  | Yannick Dalmas     | Lola-Ford       | keine Zeit       | –                 | keine Zeit                | –                         | 1:28,012                  | 179,566 km/h              | –     |
| DNQ  | Bernd Schneider    | Zakspeed        | keine Zeit       | –                 | 1:29,110                  | 177,354 km/h              | 1:28,215                  | 179,153 km/h              | –     |
| DNPQ | Alex Caffi         | Dallara-Ford    | 1:29,103         | 177,368 km/h      | keine Zeit                | –                         | keine Zeit                | –                         | –     |

### Rennen
| Pos. | Fahrer             | Konstrukteur    | Runden | Stopps | Zeit        | Start | Schnellste Runde |
| ---- | ------------------ | --------------- | ------ | ------ | ----------- | ----- | ---------------- |
| 01   | Ayrton Senna       | McLaren-Honda   | 69     | 0      | 1:39:46,618 | 01    | 1:24,973         |
| 02   | Alain Prost        | McLaren-Honda   | 69     | 0      | + 5,934     | 02    | 1:25,045         |
| 03   | Thierry Boutsen    | Benetton-Ford   | 69     | 0      | + 51,409    | 07    | 1:26,193         |
| 04   | Nelson Piquet      | Lotus-Honda     | 68     | 0      | + 1 Runde   | 06    | 1:27,038         |
| 05   | Ivan Capelli       | March-Judd      | 68     | 0      | + 1 Runde   | 14    | 1:27,614         |
| 06   | Jonathan Palmer    | Tyrrell-Ford    | 67     | 0      | + 2 Runden  | 19    | 1:28,108         |
| 07   | Derek Warwick      | Arrows-Megatron | 67     | 0      | + 2 Runden  | 16    | 1:28,234         |
| 08   | Gabriele Tarquini  | Coloni-Ford     | 67     | 0      | + 2 Runden  | 26    | 1:28,206         |
| 09   | Andrea de Cesaris  | Rial-Ford       | 66     | 0      | DNF         | 12    | 1:27,224         |
| 10   | Philippe Alliot    | Lola-Ford       | 66     | 0      | DNF         | 17    | 1:27,068         |
| 11   | Satoru Nakajima    | Lotus-Honda     | 66     | 0      | + 3 Runden  | 13    | 1:29,317         |
| 12   | Stefano Modena     | EuroBrun-Ford   | 66     | 0      | + 3 Runden  | 15    | 1:27,549         |
| 13   | Luis Pérez-Sala    | Minardi-Ford    | 64     | 0      | + 5 Runden  | 21    | 1:27,316         |
| 14   | Piercarlo Ghinzani | Zakspeed        | 63     | 0      | DNF         | 22    | 1:29,202         |
| –    | Maurício Gugelmin  | March-Judd      | 54     | 0      | DNF         | 18    | 1:28,750         |
| –    | Philippe Streiff   | AGS-Ford        | 41     | 0      | DNF         | 10    | 1:26,554         |
| –    | René Arnoux        | Ligier-Judd     | 36     | 0      | DNF         | 20    | 1:28,586         |
| –    | Michele Alboreto   | Ferrari         | 33     | 0      | DNF         | 04    | 1:27,282         |
| –    | Riccardo Patrese   | Williams-Judd   | 32     | 0      | DNF         | 11    | 1:28,175         |
| –    | Eddie Cheever      | Arrows-Megatron | 31     | 0      | DNF         | 08    | 1:29,115         |
| –    | Nigel Mansell      | Williams-Judd   | 28     | 0      | DNF         | 09    | 1:27,275         |
| –    | Stefan Johansson   | Ligier-Judd     | 24     | 0      | DNF         | 25    | 1:28,850         |
| –    | Gerhard Berger     | Ferrari         | 22     | 0      | DNF         | 03    | 1:26,947         |
| –    | Alessandro Nannini | Benetton-Ford   | 15     | 0      | DNF         | 05    | 1:26,713         |
| –    | Oscar Larrauri     | EuroBrun-Ford   | 8      | 0      | DNF         | 24    | 1:30,049         |
| –    | Julian Bailey      | Tyrrell-Ford    | 0      | 0      | DNF         | 23    | –                |

## WM-Stände nach dem Rennen
Die ersten sechs des Rennens bekamen 9, 6, 4, 3, 2 bzw. 1 Punkt(e). In der Fahrerwertung wurden die besten elf Resultate, in der Konstrukteurswertung alle Resultate gewertet.

### Fahrerwertung
| Pos. | Fahrer             | Konstrukteur    | Punkte |
| ---- | ------------------ | --------------- | ------ |
| 01   | Alain Prost        | McLaren-Honda   | 39     |
| 02   | Ayrton Senna       | McLaren-Honda   | 24     |
| 03   | Gerhard Berger     | Ferrari         | 18     |
| 04   | Nelson Piquet      | Lotus-Honda     | 11     |
| 05   | Michele Alboreto   | Ferrari         | 9      |
| 06   | Derek Warwick      | Arrows-Megatron | 8      |
| 07   | Thierry Boutsen    | Benetton-Ford   | 7      |
| 08   | Jonathan Palmer    | Tyrrell-Ford    | 3      |
| 09   | Ivan Capelli       | March-Judd      | 2      |
| 10   | Satoru Nakajima    | Lotus-Honda     | 1      |
| 11   | Alessandro Nannini | Benetton-Ford   | 1      |
| 12   | Riccardo Patrese   | Williams-Judd   | 1      |
| 13   | Eddie Cheever      | Arrows-Megatron | 1      |
| 14   | Yannick Dalmas     | Lola-Ford       | 0      |
| 15   | Gabriele Tarquini  | Coloni-Ford     | 0      |
| 16   | Stefan Johansson   | Ligier-Judd     | 0      |

| Pos. | Fahrer             | Konstrukteur  | Punkte |
| ---- | ------------------ | ------------- | ------ |
| 17   | Andrea de Cesaris  | Rial-Ford     | 0      |
| 18   | Nicola Larini      | Osella        | 0      |
| 19   | Philippe Streiff   | AGS-Ford      | 0      |
| 20   | Philippe Alliot    | Lola-Ford     | 0      |
| 21   | Luis Pérez-Sala    | Minardi-Ford  | 0      |
| 22   | Stefano Modena     | EuroBrun-Ford | 0      |
| 23   | Oscar Larrauri     | EuroBrun-Ford | 0      |
| 24   | Piercarlo Ghinzani | Zakspeed      | 0      |
| 25   | Maurício Gugelmin  | March-Judd    | 0      |
| 26   | Adrián Campos      | Minardi-Ford  | 0      |
| –    | René Arnoux        | Ligier-Judd   | 0      |
| –    | Nigel Mansell      | Williams-Judd | 0      |
| –    | Julian Bailey      | Tyrrell-Ford  | 0      |
| –    | Alex Caffi         | Dallara-Ford  | 0      |
| –    | Bernd Schneider    | Zakspeed      | 0      |

### Konstrukteurswertung
| Pos. | Konstrukteur    | Punkte |
| ---- | --------------- | ------ |
| 01   | McLaren-Honda   | 63     |
| 02   | Ferrari         | 27     |
| 03   | Lotus-Honda     | 12     |
| 04   | Arrows-Megatron | 9      |
| 05   | Benetton-Ford   | 8      |
| 06   | Tyrrell-Ford    | 3      |
| 07   | March-Judd      | 2      |
| 08   | Williams-Judd   | 1      |
| 09   | Lola-Ford       | 0      |

| Pos. | Konstrukteur  | Punkte |
| ---- | ------------- | ------ |
| 10   | Coloni-Ford   | 0      |
| 11   | Ligier-Judd   | 0      |
| 12   | Rial-Ford     | 0      |
| 13   | Osella        | 0      |
| 14   | AGS-Ford      | 0      |
| 15   | Minardi-Ford  | 0      |
| 16   | EuroBrun-Ford | 0      |
| 17   | Zakspeed      | 0      |
| –    | Dallara-Ford  | 0      |